# 龍馬 (伝説上の生き物)

## 日本の伝承

河図を背負う龍馬

「空を飛んだ黒駒」という龍が馬になるという伝承が存在する。

## 中国の伝承
緯書の伝説では、治水を行う夏の禹の前に、黄河から龍馬、洛水から亀が現れ、河図洛書はその背にあった文とされた。
この伝説により以後、河図は龍図または龍馬図、洛書は亀書とも呼ばれるようになった。

## ペルシアの伝承
ペルシアの叙事詩『シャー・ナーメ』に登場する英雄ロスタムが乗る「ラクシュ」が龍馬と描写されている。巨大な馬で、人並み外れた怪力を持つロスタムが乗れる唯一の馬だった。

## 参考資料
1. ↑  “まんが日本昔話データベース 「空を飛んだ黒駒」”. 2022年8月31日閲覧。